# Кейнен (Індіана)
Кейнен (англ. Canaan) — переписна місцевість (CDP) в США, в окрузі Джефферсон штату Індіана. Населення — 72 особи (2020).

## Географія
Кейнен розташований за координатами 38°51′55″ пн. ш. 85°18′3″ зх. д. / 38.86528° пн. ш. 85.30083° зх. д. (38.865377, -85.300835).  За даними Бюро перепису населення США в 2010 році переписна місцевість мала площу 0,80 км², з яких 0,80 км² — суходіл та 0,00 км² — водойми.

## Демографія
Згідно з переписом 2010 року, у переписній місцевості мешкало 90 осіб у 31 домогосподарстві у складі 23 родин. Густота населення становила 112 особи/км².  Було 36 помешкань (45/км²).
Расовий склад населення:
| - 94,4 % — білих |

До двох чи більше рас належало 5,6 %. Частка іспаномовних становила 1,1 % від усіх жителів.
За віковим діапазоном населення розподілялося таким чином: 35,6 % — особи молодші 18 років, 50,0 % — особи у віці 18—64 років, 14,4 % — особи у віці 65 років та старші. Медіана віку мешканця становила 33,0 року. На 100 осіб жіночої статі у переписній місцевості припадало 114,3 чоловіка;  на 100 жінок у віці від 18 років та старших — 100,0 чоловіків також старших 18 років.
Цивільне працевлаштоване населення становило 45 осіб. Основні галузі зайнятості: освіта, охорона здоров'я та соціальна допомога — 42,2 %, транспорт — 37,8 %, виробництво — 20,0 %.